# Людерсдорф
Людерсдорф (нім. Lüdersdorf) — громада в Німеччині, розташована в землі Мекленбург-Передня Померанія. Входить до складу району Північно-Західний Мекленбург. Складова частина об'єднання громад Шенбергер-Ланд.
Площа — 54,24 км2. Населення становить 5331 ос. (станом на 31 грудня 2020).

## Галерея

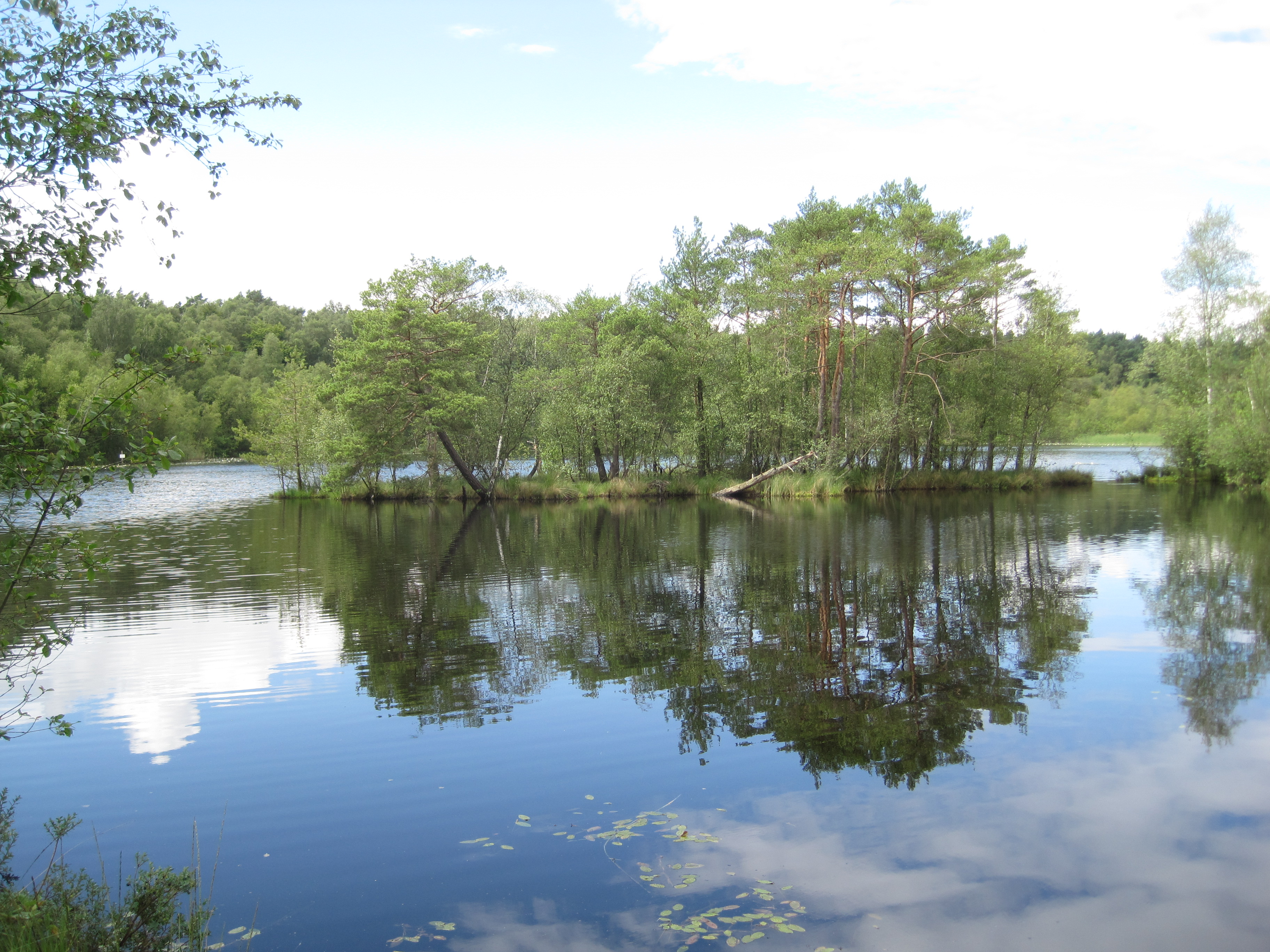
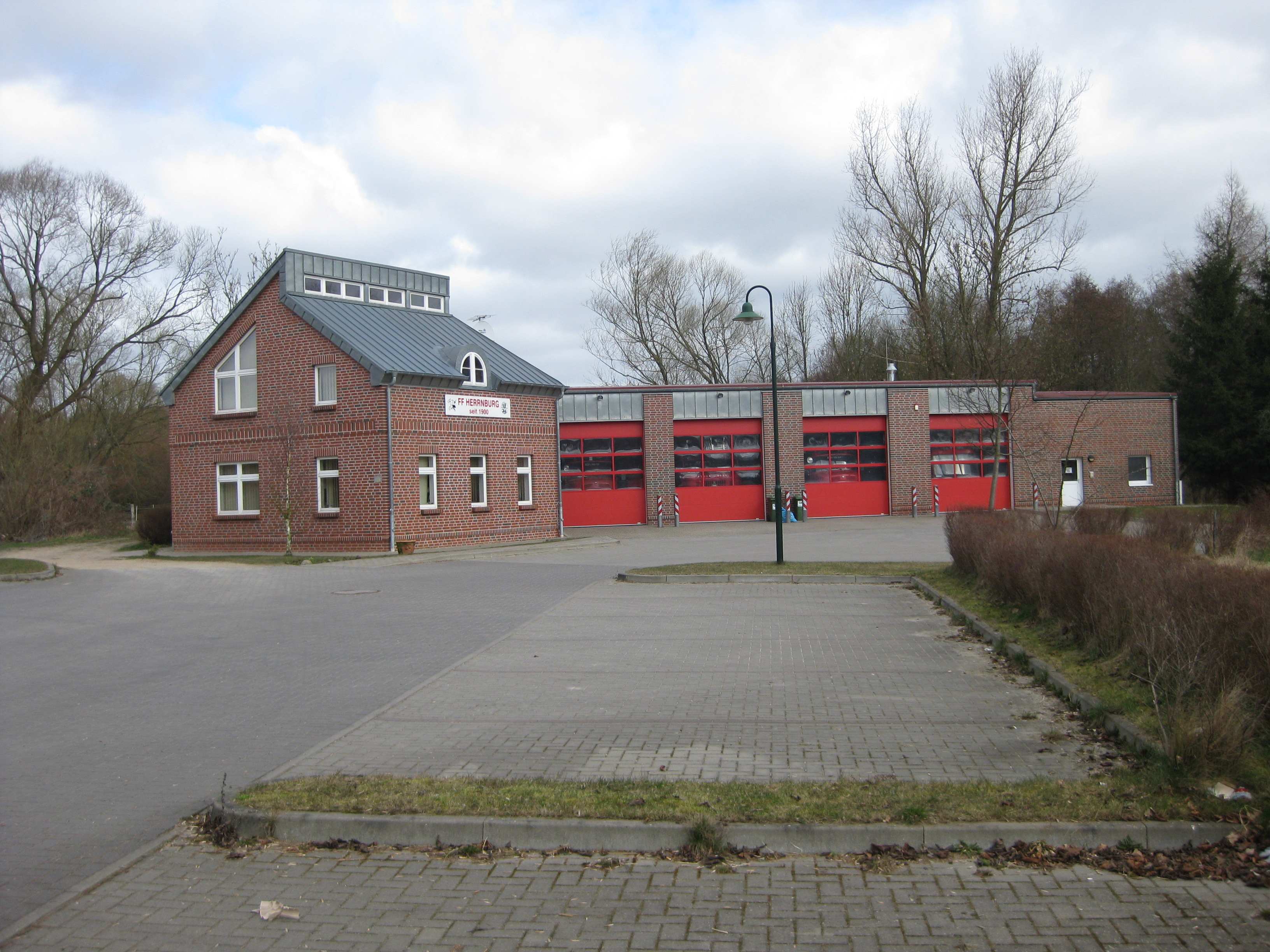
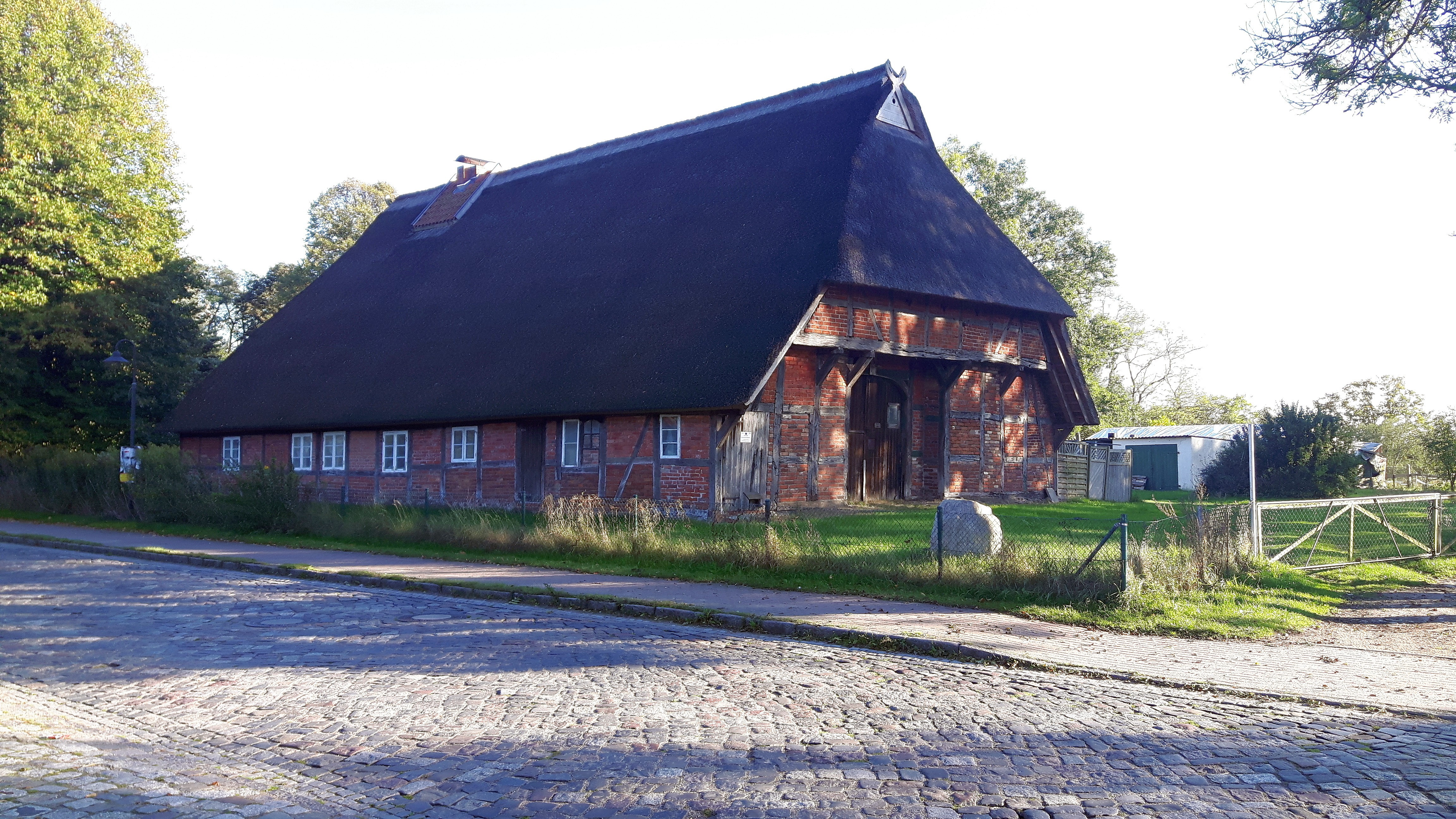
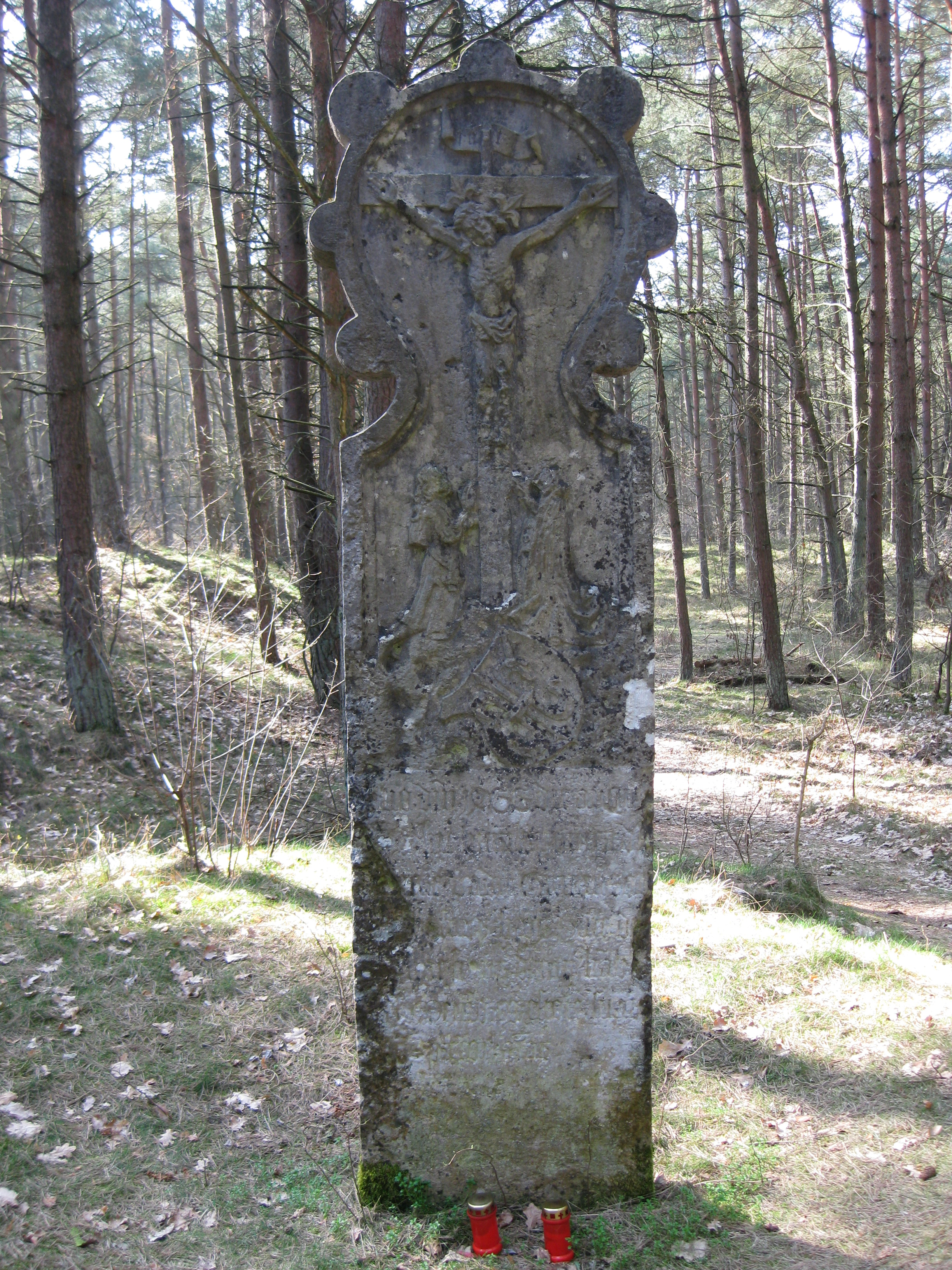